# Тисте (коммуна)
Тисте (нем. Tiste) — община в Германии, в земле Нижняя Саксония.
Входит в состав района Ротенбург-на-Вюмме. Подчиняется управлению Зиттензен. Население составляет 870 человек (на 31 декабря 2010 года). Занимает площадь 23,85 км².